# Срдић
Срди је српско презиме. Познати људи са овим презименом су:
- Никола Срдић (1952), кларинетиста
- Стојан Срдић (1950), драмски писац и романсијер
- Жељко Срдић (1977), стрип цртач